# Sevanski narodni park
Sevanski narodni park je eden od štirih zaščitenih narodnih parkov v Armeniji, ustanovljen leta 1978 za zaščito Sevanskega jezera in okoliških območij . V pristojnosti je okoljskega ministrstva in vključuje raziskovalno središče, ki spremlja ekosisteme in izvaja različne varstvene ukrepe. Prav tako ureja licenčni ribolov na jezeru.

## Živalstvo

### Sesalci
Znanstvena spoznanja o sesalcih v porečju Sevana so precej slaba in razdrobljena. Običajno se omenjajo volk, šakal, lisica, kuna, mačka, zajec, mali glodavci.

### Ptiči
Sevansko jezero in njegova okolica sta bogata s ptiči. V porečju Sevana je bilo zabeleženih do 267 vrst ptic. Znane lahko razvrstimo v redove: Podicipediformes, Pelecaniformes, Phoenicopteriformes, Falconiformes, Anseriformes, Galliformes, Gruiformes, Charadriiformes, Columbiformes, Cuculiformes, Strigiformes, Caprimulgiformes, Pipiformes, Apiripiformes, Pipiformeses, Pipiformeses, Pipiformeses, Pipiformeses, Pipiformeses, Pipiformeses, Pipiformeses. 56 vrst je vključenih na Rdeči seznam živali Republike Armenije. Dve vrsti sta regionalna endemita: armenski galeb (Larus armenicus) in gorski kovaček (Phylloscopus sindianus). Ptiči ob jezeru so se po znižanju vodostaja in sušenju barja Gilli soočali s pomembnim padcem, vendar so se z začetkom od leta 2007 nekatere vrste ptic začele vračati. S krepitvijo zaščitnega režima, ki se je začelo leta 2013, se vračanje vrst nadaljuje.

### Dvoživke in plazilci
V dolini reke Masrik lahko najdemo naslednje vrste plazilcev in dvoživk: zelena krastača (Bufo viridis), zelena rega (Hyla arborea), debeloglavka (Rana ridibunda), dolgonoga gozdna žaba  (Rana macrocnemis), kavkaška agama (Paralaudakia caucasia), navadni slepec (Anguis fragilis), Eremias arguta, martinček (Lacerta agilis), kavkaški zeleni kuščar (Lacerta strigata), Parvilacerta parva, Darevskia unisexualis, Darevskia valentini, vitka poljarica (Platyceps najadum), Hemorrhois ravergieri, smokulja (Coronella austriaca), Eirenis punctatolineatus, belouška (Natrix natrix), kobranka (Natrix tessellata), mali gad (Vipera ursinii).

### Ribe
Reka Masrik in njeni pritoki tečejo v bližini urbanih območij. Reka je zelo pomembna, saj je drstišče za take endemske vrste, kot so sevanske postrvi (Salmo ischchan), Capoeta capoeta sevangi in Barbus goktschaicus. Poleg tega mlade ribe omenjenih vrst živijo v teh rekah do enega leta starosti. To obdobje je zelo pomembno za prihodnje preživetje vrste. Sevanska postrv in Capoeta capoeta sevangi sta vključeni na Rdeči seznam kot ogroženi vrsti.

### Kopenski nevretenčarji
Na celotnem ozemlju province Gegharkunik na splošno živi 55 skupin nevretenčarjev, predvsem členonožci, mehkužci, raki, pajkovci, itd. Obstaja nekaj deset endemičnih vrst, od tega 44 hroščev, 2 metulja, 2 kobilici, 2 mehkužca. V Rdeči seznam ZSSR je bilo 12 vrst členonožcev, od tega 6 metuljev, 5 kožekrilcev in 1 čriček. Na rdečem seznamu IUCN so 4 nevretenčarji, ki naseljujejo porečje Sevana, od katerih je en vključen na seznam Konvencije o ohranjanju evropskih prostoživečih živali in naravnih habitatov (Bernska konvencija). Med metulji (Rhopalocera) so na Rdeči seznam živali Republike Armenije vključene naslednje vrste: gorski apolon (Parnassius apollo), črni apolon (Parnassius mnemosyne), močvirski livadar (Brenthis ino), sviščev mravljiščar (Phengaris alcon), Veliki mravljiščar (Phengaris arion), Phengaris nausithous in Polyommatus ninae. Del območja je priznan kot Artanish-Shorzha Prime Butterfly Area .

## Rastlinstvo
Porečje jezera Sevan je križišče mezofilnih in armensko-iranskih pasov flore kserofila. Na ozemlju narodnega parka je mogoče srečati 1145 vrst žilnih rastlin, v zaščitnem pasu - 1587 vrst. Floro parka predstavlja 28 vrst dreves, 42 vrst grmov, 866 trajnic in 307 vrst enoletnic in dvoletnic. Ozemlje parka in njegovega zaščitnega pasu, ki vključuje tudi Vardenis, je mogoče srečati 23 rastlin, endemičnih za Armenijo, od tega 13 endemičnih za floristično območje Sevan. Samo na ozemlju parka je mogoče najti 3 armenske endemite in 5 endemičnih rastlinskih vrst v porečju Sevana. Na Rdečem seznamu Armenije je  17 vrst (v zaščitnem pasu jih je 48). Na ozemlju parka in njegovega zaščitnega pasu se lahko v službene namene uporabi približno 60 zelišč. Več kot 100 je užitnih.